# Chris de Burgh
Pour les articles homonymes, voir de Burgh.
 (août 2019).
Si vous disposez d'ouvrages ou d'articles de référence ou si vous connaissez des sites web de qualité traitant du thème abordé ici, merci de compléter l'article en donnant les références utiles à sa vérifiabilité et en les liant à la section « Notes et références ».
Chris de Burgh, de son vrai nom Christopher John Davison, est un chanteur et musicien britannico-irlandais né le 15 octobre 1948 à Venado Tuerto en Argentine.
Il a enregistré seize albums en studio et plusieurs live, fait plus de 2 500 concerts à travers le monde et vendu plus de quarante millions d’albums mais demeure peu connu aux États-Unis.
De Burgh réside en Irlande dans le comté de Wicklow au sud de Dublin avec sa femme Diane et ses enfants : Rosanna Davison — Miss Monde 2003 —, Michael et Hubie.

## Biographie

### Débuts
Né en Argentine à Venado Tuerto le 15 octobre 1948 sous le nom de Christopher J. Davison, d’un père diplomate, Charles Davison, et d’une mère secrétaire, Emily Maeve de Burgh, dont il prendra le nom de jeune fille comme pseudonyme, il grandit dans plusieurs pays dont Malte et le Nigéria. Alors que Chris de Burgh est âgé de douze ans, ses parents font l’acquisition d’un château du XIIe siècle en Irlande et le transforment en hôtel. Là, il peut apprendre la guitare et jouer ses premières compositions en public dès ses premières années d'université. Il donne des centaines de concerts auprès d'invités de l'hôtel et commence à envisager une carrière de musicien.
Dans un même temps il étudie au Trinity College Dublin et obtient une licence en français et en anglais. Progressivement il réalise qu'il lui faut trouver un travail et commence à chanter pour gagner sa vie. Ses toutes premières scènes incluent un fast-food et un salon de coiffure, avant qu'il puisse chanter dans une petite salle avec un groupe. Il se rend à Londres pour tenter de décrocher un contrat. Après deux années d'échecs, il signe son premier contrat avec la maison de disques A&M Records en 1974 et fait la première partie du groupe Supertramp lors de leur célèbre tournée Crime of the Century.
La route du succès est difficile durant les années 1970, mais à force de patience et d’endurance, il réussit à atteindre la notoriété. Toutefois, en 1975, lorsque sort son deuxième album Spanish Train and Other Stories avec les chansons A Spaceman Came Travelling, Spanish Train et Patricia the Stripper, il commence à connaitre le succès et ses tournées sont de plus en plus lucratives.

### Succès international dans les années 1980
Chris de Burgh ne rencontre pas un énorme succès aux États-Unis et en Angleterre : seules les chansons Don’t Pay The Ferryman, High on Emotion, The Lady In Red et Missing You arrivent en bonne position dans les hit-parades.
La plupart de ses albums connaissent un important succès en Europe, au Canada et en Amérique du Sud. Au Brésil le titre Flying reste en première position pendant dix-sept semaines. Il devient très populaire en Scandinavie et en Afrique du Sud.
Les années 1980 lui sont très favorables. Eastern Wind connaît un grand succès en Norvège[réf. souhaitée]. En 1982, l'album The Getaway, qui contient Don’t Pay The Ferryman, se classe assez bien en Angleterre et aux États-Unis. En 1984, l'album Man On The Line figure dans le Top 30 en Angleterre, aux États-Unis et dans une vingtaine d’autres pays. Il contient une chanson qui fait elle aussi le tour du monde : High on Emotion.
L’album Into The Light de 1986 lui apporte une consécration internationale. Une chanson de cet album, The Lady In Red, devient numéro un dans plus de vingt-cinq pays et numéro trois aux États-Unis. Jusqu’à ce jour, cette chanson demeure l’une des plus diffusées à travers le monde.[réf. souhaitée]
L'album Flying Colours en 1988 a moins d'impact aux États-Unis et en Angleterre mais Chris de Burgh continuer à connaître un grand succès en Europe et dans des pays comme la Russie, l'Australie et le Japon.
En 1990, son succès en Allemagne lui vaut d'être invité par le chancelier Helmut Kohl à chanter au grand spectacle organisé pour la réunification allemande[réf. souhaitée].
En 1995, il enregistre un album regroupant ses plus grands succès et des pièces d’artistes qu’il affectionne particulièrement, accompagné d’un orchestre symphonique. Il concrétise un de ses rêves en donnant des concerts accompagné d'un orchestre symphonique.
L’enregistrement de This Way Up réunit les membres d’un groupe pour la première fois depuis 1994 et marque le début d'une nouvelle tournée. Pour son retour dans les palmarès, Chris de Burgh atteint le top 10 en Europe en 1999 avec son album Quiet Revolution et les singles When I Think of You et A Woman’s Heart. Ces deux pièces sont aussi adaptées et chantées en français par Chris de Burgh pour la version de l'album destinée au Canada.
En 2002, paraît Timing Is Everything. Cet album ne connaîtra pas de succès particulier et marque la fin de sa collaboration avec A&M Records.

### Années 2000: nouveau départ

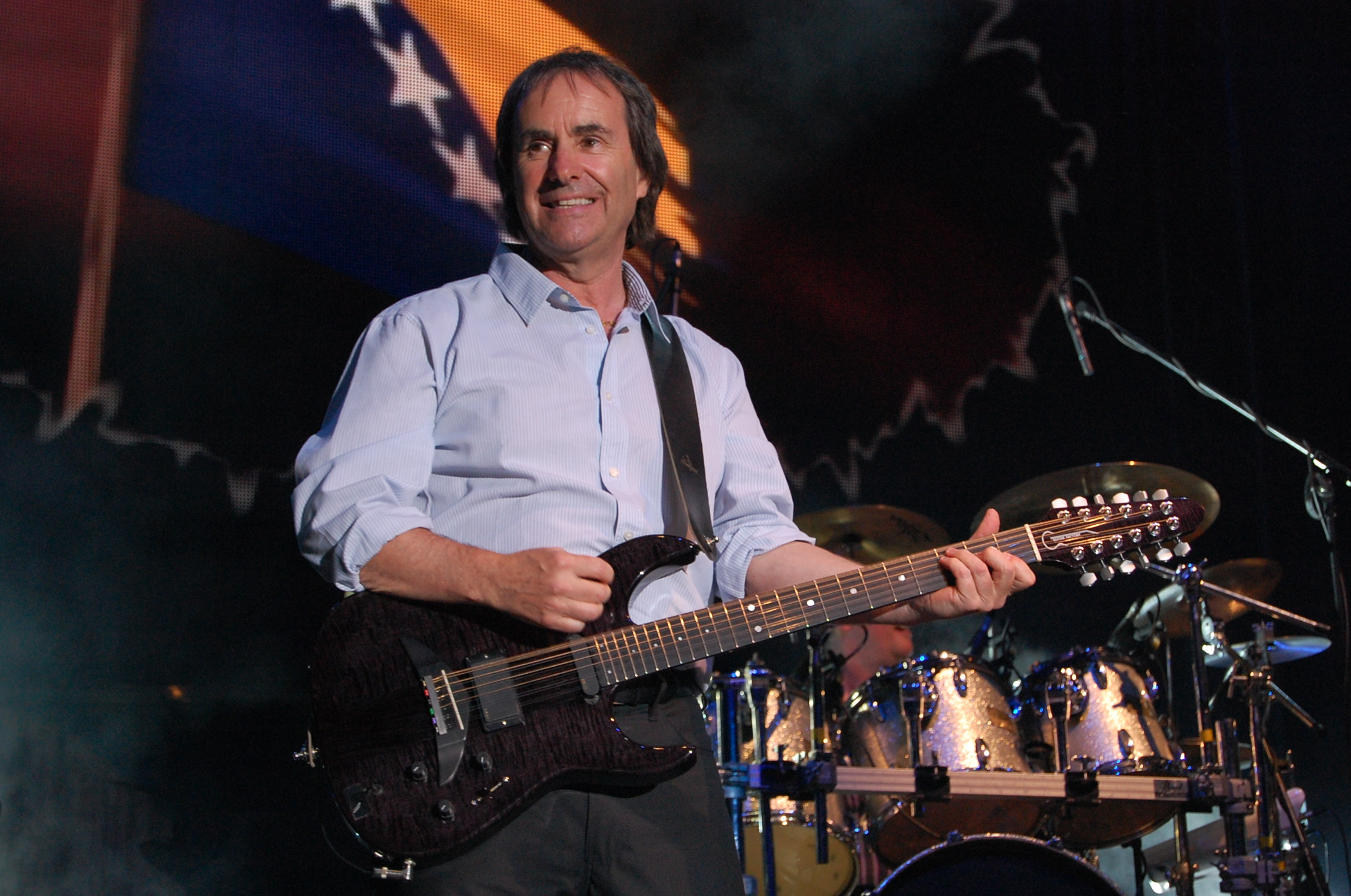
Chris de Burgh en 2007.

En 2004, Chris de Burgh dirige sa propre maison de disques, Ferryman Productions, ce qui lui permet d'être plus libre vis-à-vis de son travail. Au mois de mars sort The Road to Freedom. Le succès de cet album est considérable[réf. nécessaire], et de Burgh entame dans la foulée une longue tournée en solo, au piano et à la guitare.
En 2006, il sort un autre album, The Storyman, aux couleurs du monde et des rythmes musicaux du monde. Une courte tournée européenne suit la sortie de l'album.
En décembre de cette année-là, Chris de Burgh est nommé ambassadeur des Nations unies au sein de l'Intergovernmental institution for the use of micro-algae Spirulina against malnutrition (IIMSAM), une institution intergouvernementale d'aide auprès des personnes sous-alimentées.
Son prochain album studio, paru en fin d'année 2008, s'intitulait Footsteps et est composé de reprises enregistrées en début d'année. Des titres des Beatles sont présents mais aussi des classiques comme Without You. L'album atteint le Top 5 au R.U. Seule la chanson éponyme est inédite.
Chris de Burgh se produit en 2008 au Liban, tout juste après le conflit. Puis en 2011, de Burgh fait paraître une suite, Footsteps 2, qui atteint le Top 40 britannique.
Le jour de son 73e anniversaire, le 15 octobre 2021, Chris de Burgh fait paraître le simple Legacy, écrit pour le film d'animation dirigé par le cinéaste iranien Sam Chegini, et faisant partie de son 27e album studio, The Legend of Robin Hood.

## Discographie
Chris de Burgh a été signé sur A&M Records pendant de nombreuses années ; il est dorénavant sur son propre label, Ferryman Productions.
1. Far Beyond These Castle Walls, 1974
2. Spanish Train and Other Stories, 1975
3. At the End of a Perfect Day, 1977
4. Crusader, 1979
5. Eastern Wind, 1980
6. Best Moves, 1981 (compilation)
7. The Getaway, 1982
8. Man on the Line, 1984
9. Into the Light, 1986
10. Flying Colours, 1988
11. Spark to a Flame: The Very Best of Chris de Burgh, 1989
12. High on Emotion - Live from Dublin, 1990
13. Power of Ten, 1992
14. This Way Up, 1994
15. Beautiful Dreams, 1995
16. Live in South Africa, 1997
17. The Love Songs, 1997 (compilation)
18. Quiet Revolution, 1999
19. Timing Is Everything, 2002
20. The Road To Freedom, 2004
21. Live In Dortmund, 2005
22. The Ultimate Collection, 2005
23. The Storyman, 2006
24. Footsteps, 2008
25. Moonfleet & Other Stories, 2010
26. Footsteps 2, 2011
27. Home, 2012
28. The Hands of Man, 2014
29. A Better World, 2016
30. The Legend of Robin Hood, 2021